# Biankouri
Biankouri est une petite ville du Togo située dans le nord du pays dans la Région des Savanes. Elle se situe près du fleuve Oti.

## Géographie
Biankouri est situé à environ 42 km de Dapaong, dans la Région des Savanes.

## Culture locale
- dispensaire de l'Association « Joie et Santé Biankouri »[1].
- communauté de religieuses catholiques
- case du chef traditionnel
- le marché

## Population
Estimée à environ 15 560 habitants en 2010, la population est essentiellement constituée de l'ethnie moba.